# 청연한방병원
청연한방병원은 대한민국의 한의과·의과 협진 한방병원이다. 2008년 3월 광주광역시 서구 치평동에 청연한의원이 처음 개원하였으며, 이후 국내외에 '청연'이라는 브랜드와 운영이념을 공유하는 의료기관과 관계사들이 지속적으로 개원, 운영되고 있다.

## 운영이념

### 미션(MISSION)
- 인류 건강의 조화로운 향상을 위한 의료 융합의 선구자

### 비전(VISION)
- 동서의학 융합을 통한 세계 최고의 메디컬 그룹

### 소명(VOCATION)
- 모든 만남을 인연으로

### 핵심가치(CORE VALUE)
- 조화 : 사적인 이윤 추구를 지양하고 지역사회 공동체의 동반성장을 위한 사회적 이윤추구를 우선한다.

- 균형 : 모든 구성원의 상호 존중과 배려를 바탕으로, 소통과 대화를 통해 한쪽에 편향되지 않는 균형 잡힌 발전을 도모한다.

- 혁신 : 끊임없는 변화와 행동을 두려워 하지 않는, 자주적이고 창의적인 조직을 추구한다.

## 연혁[3]
- 2008년 3월 광주 서구 청연한의원 개원
- 2009년 4월 광주 남구 청연한의원 개원[4]
- 2009년 10월 광주 서구 청연한방병원 확장 개원
- 2010년 4월 광주 서구 청연한방병원 한의과·의과 협진시스템 구축 및 병상 확대
- 2011년 3월 광주 북구 동광주청연한방병원 개원[5]
- 2011년 3월 광주 서구 청연의료재단 청연한의원 개원(기아자동차 광주공장內)
- 2011년 9월 청연한방병원 전문재활센터 및 재활병동 오픈
- 2012년 1월 청연의학연구소 설립[6]
- 2012년 10월 광주 광산구 수완청연요양병원 개원
- 2013년 5월 광주 광산구 수완청연한방병원 개원
- 2013년 5월 청연홀딩스 설립
- 2013년 11월 수완청연요양원 보건복지부 "의료기관인증" 획득
- 2013년 11월 청연한방병원 보건복지부 "전문수련한방병원"[7] 지정
- 2014년 5월 광주 남구 건강타운한의원 개원((재)광주복지재단 빛고을노인건강타운 보관됨 2019-03-29 - 웨이백 머신內)[8]
- 2014년 6월 전남 순천시 청연우리병원 개원
- 2015년 10월 광주 서구 서광주청연재활요양병원 개원
- 2016년 5월 서울 강남구 청연한의원 개원
- 2016년 6월 청연한방병원 식품의약품안전처 "의약품 등 임상실험 실시 기관" 지정[9]
- 2016년 11월 청연한방병원 대한한의사협회 "한의혜민대상" 수상[10]
- 2017년 4월 청연한방병원 보건복지부 "해외환자유치 지원사업" 선정[11]
- 2018년 1월 청연한방병원 식품의약품안전처 "의료기기 임상시험실시기관" 지정[12]
- 2018년 3월 카자흐스탄 알마티 알마티청연 개원[13]
- 2018년 3월 청연한방병원 10주년 기념식 및 씨와이 준공식[14]
- 2018년 3월 청연한방병원 원외탕전실 개원
- 2018년 3월 청연한방병원 보건복지부 "지역특화의료기술 및 유치기반 육성사업" 선정[15]
- 2018년 5월 청연한방병원 보건복지부 "2018 의료해외진출 프로젝트 지원사업 대상기관" 선정[16]
- 2018년 5월 전남 영암군 현대삼호청연한의원 개원(현대삼호중공업 공장內)
- 2018년 9월 전남 목포시 목포청연한방병원 개원
- 2018년 11월 청연한방병원 김지용 병원장 "의료관광 활성화 광주시장 표창" 수상[17]
- 2019년 2월 광주 서구 서광주청연재활요양병원 청하린 개원[18]
- 2019년 3월 청연한방병원 박종승 국제진료센터장 "글로벌 헬스케어 유공자 포상 보건복지부 장관 표창" 수상[19]
- 2019년 9월 청연한방병원 재활센터 확장 오픈[20]
- 2019년 12월 서울 강남구 청연101한의원 개원
- 2020년 7월 청연한방병원 암센터 오픈[21]

## 의료기관 현황
- 청연한방병원 보관됨 2019-03-15 - 웨이백 머신
- 동광주청연한방병원 보관됨 2019-03-15 - 웨이백 머신
- 수완청연한방병원[깨진 링크(과거 내용 찾기)]
- 청연우리병원
- 목포청연한방병원
- 수완청연요양병원 보관됨 2018-11-15 - 웨이백 머신
- 서광주청연재활요양병원
- 청연의료재단 청연한의원
- 청연한의원
- 현대삼호청연한의원
- 알마티청연
- 서광주청연재활요양병원 청하린
- 청연한방병원 재활센터
- 청연101한의원 보관됨 2020-09-19 - 웨이백 머신